# Mont Ampère
Mons Ampère

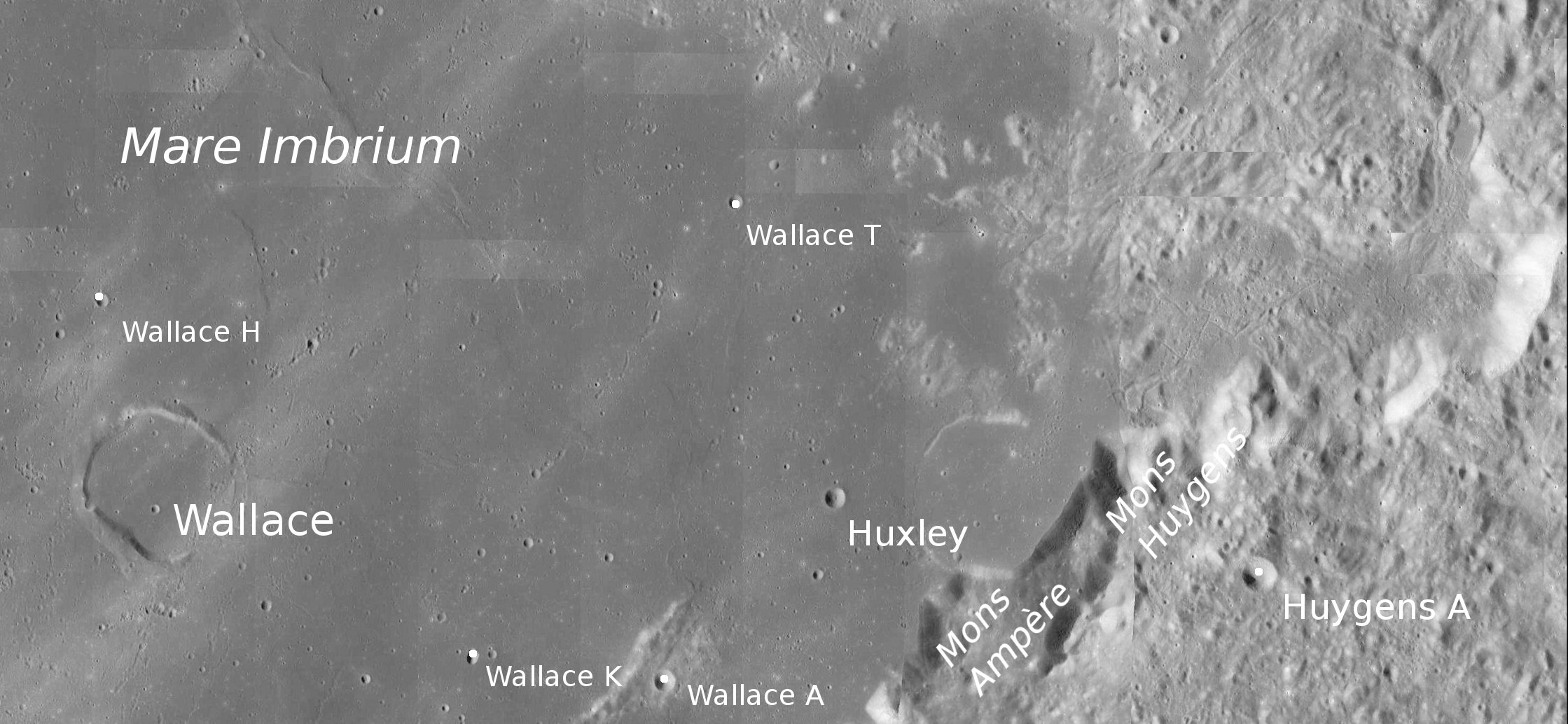
Le mont Ampère en bas de l'image.

Le mont Ampère, en latin Mons Ampère, est une montagne lunaire approximativement située en 19°N 4°O. Elle est située au centre du massif des Apennins, au sud-est du petit cratère Huygens, et a un diamètre d'environ 30 km. Sa hauteur approximative au-dessus du niveau de la Mare Imbrium est d’environ 1 300 m.